# امیرک منصور
امیرک منصور فرزند ابومنصور عبدالرزاق حاکم توس در زمان فردوسی است. فردوسی در شاهنامه از شخصی به نام «دوست مهربان» نام می‌برد که اعتقاد بر این است منظور او از این دوست مهربان همان امیرک منصور است. امیرک منصور در قیامی میهن‌پرستانه در سال ۳۷۷ هجری دستگیر شده و سپس در زندان کشته می‌شود. این احتمال وجود دارد که فردوسی بنا به محدودیت‌های سیاسی، نتوانسته باشد نام امیرک منصور را  به صورت صریح در شاهنامه بیاورد.